# 1976-os Tour de France
Az 1976-os Tour de France volt a 63. Tour de France, amit 1976. június 24-e és július 18-a között rendeztek meg. Összesen 22 szakasz volt, mintegy 4017 km-en keresztül, ahol az átlagsebesség 34,518 km/h volt.

## Végeredmény
|    | Versenyző            | Csapat            | Idő             |
| -- | -------------------- | ----------------- | --------------- |
| 1  | Lucien Van Impe      | Gitane-Campagnolo | 116 óra 22' 23" |
| 2  | Joop Zoetemelk       | Gan-Mercier       | 4' 14"          |
| 3  | Raymond Poulidor     | Gan-Mercier       | 12' 08"         |
| 4  | Raymond Delisle      | Peugeot           | 12' 17"         |
| 5  | Walter Riccomi       | Scic - Fiat       | 12' 39"         |
| 6  | Francisco Galdos     | KAS - Campagnolo  | 14' 50"         |
| 7  | Michel Pollentier    | Flandria - Velda  | 14' 59"         |
| 8  | Freddy Maertens      | Flandria - Velda  | 16' 09"         |
| 9  | Fausto Bertoglio     | Jolly Ceramica    | 16' 36"         |
| 10 | Vicente Lopez-Carril | KAS - Campagnolo  | 19' 28"         |

## Szakasz eredmények
| Szakasz | Útvonal                                         | Táv (km) | Győztes            | Sárga trikós    |
| ------- | ----------------------------------------------- | -------- | ------------------ | --------------- |
| 0       | Saint-Jean-de-Monts - Saint-Jean-de-Monts       | 8*       | Freddy Maertens    | Freddy Maertens |
| 1       | Saint-Jean-de-Monts - Angers                    | 173      | Freddy Maertens    | Freddy Maertens |
| 2       | Angers - Caen                                   | 237      | Giovanni Battaglin | Freddy Maertens |
| 3       | Le Touquet-Paris-Plage - Le Touquet-Paris-Plage | 37*      | Freddy Maertens    | Freddy Maertens |
| 4       | Le Touquet-Paris-Plage - Bornem                 | 258      | Hennie Kuiper      | Freddy Maertens |
| 5A      | Leuven - Leuven                                 | 4**      | Ti-Raleigh         | Freddy Maertens |
| 5B      | Leuven - Verviers                               | 144      | Miguel-Maria Lasa  | Freddy Maertens |
| 6       | Bastogne - Nancy                                | 209      | Aldo Parecchini    | Freddy Maertens |
| 7       | Nancy - Mulhouse                                | 206      | Freddy Maertens    | Freddy Maertens |
| 8       | Valentigney - Divonne-les-Bains                 | 220      | Jacques Esclassan  | Freddy Maertens |
| 9       | Divonne-les-Bains - Alpe d’Huez                 | 258      | Joop Zoetemelk     | Lucien van Impe |
| 10      | Le Bourg-d'Oisans - Montgenèvre                 | 166      | Joop Zoetemelk     | Lucien van Impe |
| 11      | Montgenèvre - Manosque                          | 224      | José-Luis Viejo    | Lucien van Impe |
| 12      | Le Barcarès - Pyrénées 2000                     | 205      | Raymond Delisle    | Raymond Delisle |
| 13      | Font-Romeu-Odeillo-Via - Saint-Gaudens          | 188      | Willy Teirlinck    | Raymond Delisle |
| 14      | Saint-Gaudens - Saint-Lary-Soulan               | 139      | Lucien van Impe    | Lucien van Impe |
| 15      | Saint-Lary-Soulan - Pau                         | 195      | Wladimiro Panizza  | Lucien van Impe |
| 16      | Pau - Fleurance                                 | 152      | Michel Pollentier  | Lucien van Impe |
| 17      | Fleurance - Auch                                | 39*      | Ferdinand Bracke   | Lucien van Impe |
| 18A     | Auch - Langon                                   | 86       | Freddy Maertens    | Lucien van Impe |
| 18B     | Langon - Lacanau                                | 123      | Freddy Maertens    | Lucien van Impe |
| 18C     | Lacanau - Bordeaux                              | 70       | Gerben Karstens    | Lucien van Impe |
| 19      | Sainte-Foy-la-Grande - Tulle                    | 220      | Hubert Mathis      | Lucien van Impe |
| 20      | Tulle - Puy de Dôme                             | 220      | Joop Zoetemelk     | Lucien van Impe |
| 21      | Montargis - Versailles                          | 145      | Freddy Maertens    | Lucien van Impe |
| 22A     | Párizs - Párizs                                 | 6*       | Freddy Maertens    | Lucien van Impe |
| 22B     | Párizs - Párizs                                 | 91       | Gerben Karstens    | Lucien van Impe |

A * jelölt szakaszok egyéni időfutamok voltak.

A ** jelölt szakaszok csapatidőfutamok voltak.